# Grote geelkopgier
De grote geelkopgier (Cathartes melambrotus) is een roofvogel uit de familie van de gieren van de Nieuwe Wereld (Cathartidae).

## Kenmerken
Het zijn grote vogels die met de vleugels gespreid tot 178 centimeter kunnen meten. Hun lichaam wordt tot 75 centimeter lang.  Het is met zwarte veren bekleed en heeft een groene en paarse glans. De kop is kaal en is geel tot lichtoranje van kleur. Hun staart is rond en lang en komt voorbij de vleugels. De ogen van deze vogels zijn rood. In vergelijking met de kleine geelkopgier is hun staart langer en breder. Hun veren zijn ook donkerder terwijl bij de kleine geelkopgier de veren meer bruin zijn. Ze hebben een dikke snavel die vleeskleurig is.

## Leefwijze
De gieren leven van aas en kunnen dode dieren al van heel ver ruiken of zien. Toch zijn ze zelf niet sterk genoeg om grote dieren open te krijgen. Daarvoor wachten ze op de koningsgieren. Ze maken vaak gebruik van thermiek (opstijgende warme lucht) om in de lucht te blijven.

## Voortplanting
Hun nest maken ze op een vlakke ondergrond in grotten of uitsteeksels op de rotsen. De 2 eieren zijn bleek met bruine vlekken. De jongen in het nest worden gevoed door eten op te braken. Na twee maanden vliegen ze uit.

## Verspreiding en leefgebied
Deze soort komt voor in het Zuid-Amerikaanse Amazonegebied.